# C/1995 Q1 (Bradfield)
C/1995 Q1 (Bradfield) ist ein Komet, der im Jahr 1995 beobachtet werden konnte.

## Entdeckung und Beobachtung
Der Komet wurde am Abend des 17. August 1995 von William A. Bradfield in Australien mit einem 150-mm-f/5,5-Refraktor entdeckt. Es war seine siebzehnte Kometenentdeckung, etwas über drei Jahre nach seiner letzten. Er hatte in diesem Zeitraum insgesamt 289 Stunden nach Kometen gesucht. Bradfield schätzte die Helligkeit des Kometen zu etwa 6 mag und konnte einen Schweif von über 1° Länge beobachten.
Der Komet war zum Zeitpunkt seiner Entdeckung nur noch etwa 0,56 AE von der Sonne und 0,94 AE von der Erde entfernt und zunächst nur von der Südhalbkugel zu sehen, wo er so günstig am Himmel stand, dass er eigentlich schon ab Juni mit Teleskopen aufzufinden und im Juli auch mit bloßem Auge schwach sichtbar gewesen sein sollte. Bis Ende August stieg seine Helligkeit bis auf 5,3 mag. Nach seinem Vorbeigang an der Sonne entfernte er sich rasch von dieser und bewegte sich ab September fast genau nördlich, so dass er auch von der Nordhalbkugel aus zu beobachten war, allerdings mit abnehmender Helligkeit. Sie betrug in der zweiten Septemberhälfte 6,7 mag und Ende Dezember noch etwa 10,5 mag. Der Komet konnte noch bis Anfang Februar 1996 bei einer Helligkeit von etwa 19 mag beobachtet werden.

## Wissenschaftliche Auswertung
Ende August bis Ende September 1995 wurden mit dem Nançay-Radioteleskop Beobachtungen der 18-cm-Emissionslinie des Hydroxyl-Radikals OH beim Kometen Bradfield vorgenommen. Es wurde dabei ein deutliches Signal festgestellt, woraus die Produktionsrate abgeleitet werden konnte.
Vom 6. bis 7. November 1995 wurde mit der Deep Survey-Kamera an Bord des Extreme Ultraviolet Explorer nach weicher Röntgenstrahlung bzw. extrem ultravioletter Strahlung (XUV) im Wellenlängenbereich 7–18 nm gesucht, die vom Kometen Bradfield ausgeht. Es wurde dabei keine solche Strahlung nachgewiesen.

## Umlaufbahn
Für den Kometen konnte aus 156 Beobachtungsdaten über einen Zeitraum von 173 Tagen eine elliptische Umlaufbahn bestimmt werden, die um rund 147° gegen die Ekliptik geneigt ist. Die Bahn des Kometen verläuft damit schräg gestellt zu den Bahnebenen der Planeten, er durchläuft seine Bahn gegenläufig (retrograd) zu ihnen. Im sonnennächsten Punkt der Bahn (Perihel), den der Komet am 31. August 1995 durchlaufen hat, befand er sich mit etwa 65,3 Mio. km Sonnenabstand im Bereich zwischen den Umlaufbahnen von Merkur und Venus. Bereits am 26. Juli war er der Erde bis auf etwa 68,9 Mio. km (0,46 AE) nahegekommen und am 25. August hatte er sich dem Merkur bis auf etwa 31,4 Mio. km genähert. Am 8. September ging er dann noch in etwa 36,5 Mio. km Abstand an der Venus vorbei.
Nach den Bahnelementen, wie sie in der JPL Small-Body Database angegeben sind und die keine nicht-gravitativen Kräfte auf den Kometen berücksichtigen, hatte seine Bahn einige Zeit vor der Passage des inneren Sonnensystems eine Exzentrizität von etwa 0,99807 und eine Große Halbachse von etwa 224 AE, so dass seine Umlaufzeit bei 3360 Jahren lag. Durch die Anziehungskraft der Planeten, insbesondere durch Vorbeigänge am Saturn am 16. April 1994 in etwa 4 ½ AE, am Jupiter am 7. August 1995 in etwa 4 ¾ AE und ein weiteres Mal am Saturn am 15. August 1998 in etwa 5 ¾ AE Distanz, wurde seine Bahnexzentrizität auf etwa 0,99770 und seine Große Halbachse auf etwa 191 AE verringert, so dass sich seine Umlaufzeit auf etwa 2638 Jahre verkürzt. Wenn er um das Jahr 3315 den sonnenfernsten Punkt (Aphel) seiner Bahn erreicht, wird er etwa 57,1 Mrd. km von der Sonne entfernt sein, über 380-mal so weit wie die Erde und fast 13-mal so weit wie Neptun. Seine Bahngeschwindigkeit im Aphel beträgt nur 0,063 km/s. Der nächste Periheldurchgang des Kometen wird möglicherweise um das Jahr 4632 (Unsicherheit ±4,5 Jahre) stattfinden.